# Fuji T-7
Fuji T-7 — японський дозвуковий навчально-тренувальний літак, розроблений компанією «Fuji» для Повітряних сил самооборони Японії.

## Оператори
- Японія - 49

## Тактико-технічні характеристики
Основні характеристики
- Довжина:
- Висота:
- Розмах крила:

Льотні характеристики